# Roustem Oumierov
Roustem Enverovytch Oumierov (en ukrainien : Рустем Енверович Умєров), Rüstem Enver oğlu Ümerov (tatar de Crimée en écriture cyrillique : Рустем Энвер огълу Умеров) ou encore Roustem Enverovitch Oumerov (russe : Рустем Энверович Умеров), né le 19 avril 1982, est un homme politique ukrainien. Membre du parti Holos, il est député à la Rada de 2019 à 2022, chef du Fonds des biens d'État, puis ministre de la Défense du 6 septembre 2023 au 17 juillet 2025. Depuis le 18 juillet 2025, il est le secrétaire du Conseil de défense et de sécurité nationale d'Ukraine.

## Biographie
Il naît le 19 avril 1982 en Ouzbékistan (URSS) — sa famille, tatare de Crimée, ayant été déportée par Staline en 1944. Il s'installe avec sa famille en Crimée en 1991,. Oumierov est décrit comme musulman pratiquant.

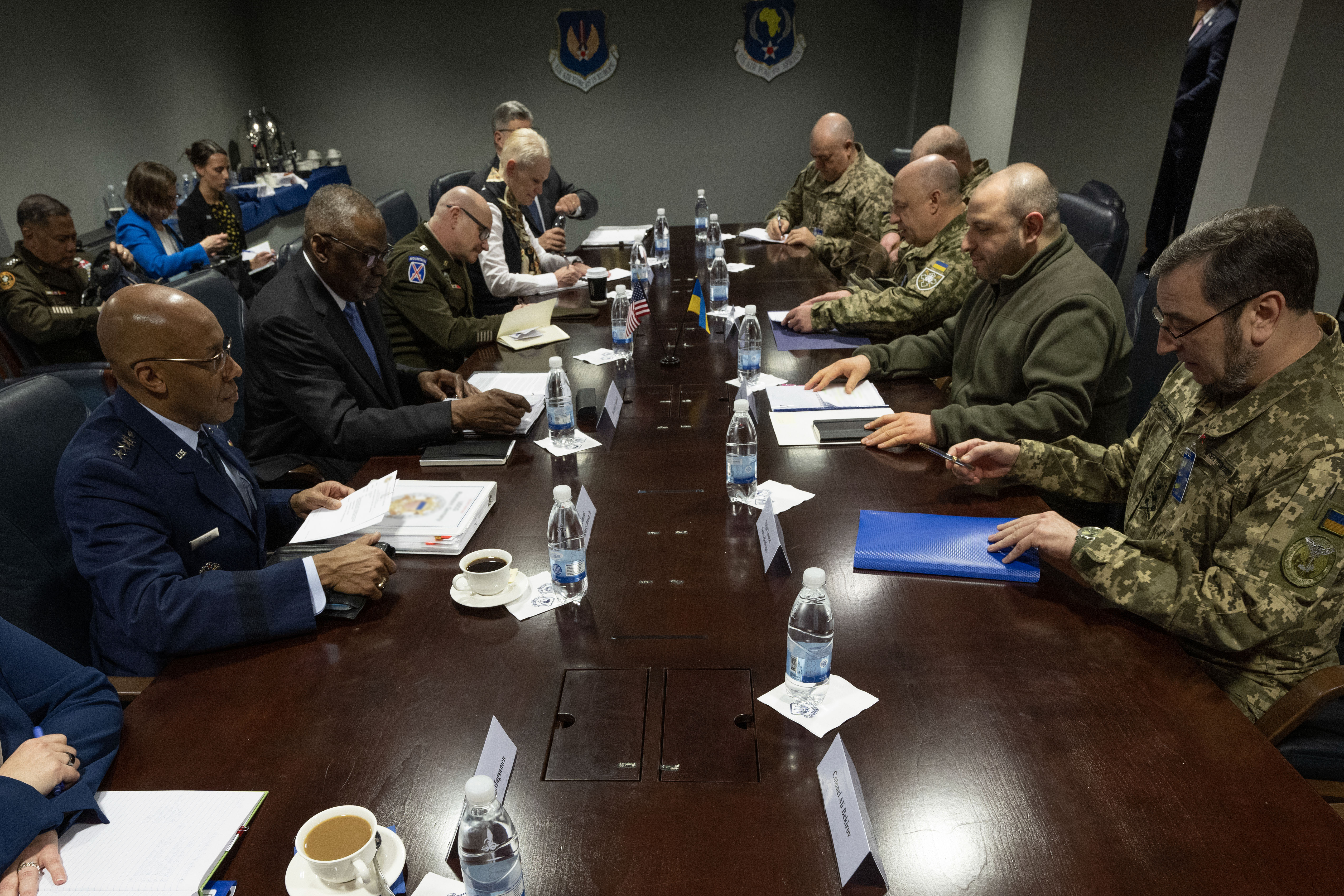
Le ministre, à droite, 2e en partant du bas, en tête à tête sur la Base aérienne de Ramstein avec Lloyd Austin.

Par la suite, il devient conseiller de Moustafa Djemilev, premier chef de l'Assemblée des Tatars de Crimée.
Membre du parti d'opposition Holos, il est élu député lors des élections législatives ukrainiennes de 2019. Il copréside la Plateforme de Crimée  pour coordonner les efforts internationaux contre l'annexion de la Crimée par la Russie en 2014 et représente l'Ukraine lors de négociations avec la Russie dans le cadre de la guerre russo-ukrainienne, au sujet d'échanges de prisonniers, d'évacuation de populations et de l'initiative céréalière de la mer Noire.
En septembre 2022, après l'invasion de l'Ukraine par la Russie et dans un contexte de lutte contre la corruption, il est nommé chef du Fonds des biens d'État. Il gère à bien cette mission, alors que des scandales de corruption avaient éclaté sous ses prédécesseurs.
Le 3 septembre 2023, il est désigné ministre de la Défense par le président Volodymyr Zelensky. Sa confirmation par la Rada est prévue pour le lendemain. Il prend ses fonctions le 6 septembre, après avoir été approuvé par le Parlement. Il devient le premier Tatar de Crimée ministre de la Défense d'Ukraine et le plus jeune ministre de la Défense de l'histoire du pays.
Outre l'ukrainien et le tatar de Crimée, il parle aussi le russe, l'anglais et le turc.